# Versbach
Versbach est un quartier de la commune allemande de Wurtzbourg, dans  le Land de Bavière.

## Histoire
En raison de sa situation dans une vallée et des champs dans un plateau, Versbach est autrefois une petite commune agricole. Grâce à la Pleichach, la pêche et le transport sont les moyens du développement de Versbach.
Versbach se christianise avec la construction d'une église sur un ancien lieu de culte et de sacrifice germanique.
En raison de son caractère rural et de sa proximité avec Wurtzbourg, le village de Versbach devient de plus en plus populaire auprès des spécialistes des sciences naturelles et des sciences humaines de l'université de Wurtzbourg. Versbach a son premier aqueduc moderne en 1903.
Versbach est épargné par le bombardement de Wurtzbourg le 16 mars 1945. Versbach est cependant bombardé dix jours plus tard, ce raid tue sept résidents et endommage 150 maisons, l'école construite en 1909 est partiellement détruite.
En juillet 1952, le ministère bavarois de l'Intérieur approuve l'utilisation du blason à tête de lion. Versbach est obligé d'être incorporé à Wurtzbourg le 1er janvier 1978, en retour la ville de Wurtzbourg promet une connexion à la ville par un tramway, qui n'est pas encore mise en œuvre,.

## Source, notes et références
- (de) Cet article est partiellement ou en totalité issu de l’article de Wikipédia en allemand intitulé « Versbach » (voir la liste des auteurs).

1. ↑  (de) Ulrich Rommelfanger, Das konsultative Referendum, Duncker & Humblot, 2019, 330 p. (ISBN 9783428463749, lire en ligne), p. 167
2. ↑  (de) Patrick Wötzel, « Stadtteilentwicklung: Wohin geht die Reise in Versbach? », sur Main-Post, 2019 (consulté le 12 juin 2021)